# Dejan Lazarevic
Dejan Lazarevic es un cantante bosnio que representó a Bosnia & Herzegovina en el Festival de la Canción de Eurovisión en 1994 junto a Alma Čardžić con la canción Ostani Kraj Mene (Quédate conmigo).
En el Festival cantaron en la posición número 18 y finalizaron en el 15º lugar con 39 puntos. Su canción estaba compuesta por Edu y Adi Mulahalilovic.